# Phallusia barbarica
Phallusia barbarica är en sjöpungsart som beskrevs av Kott 1985. Phallusia barbarica ingår i släktet Phallusia och familjen Ascidiidae. Inga underarter finns listade i Catalogue of Life.